# 이스탄불의 야생 고양이

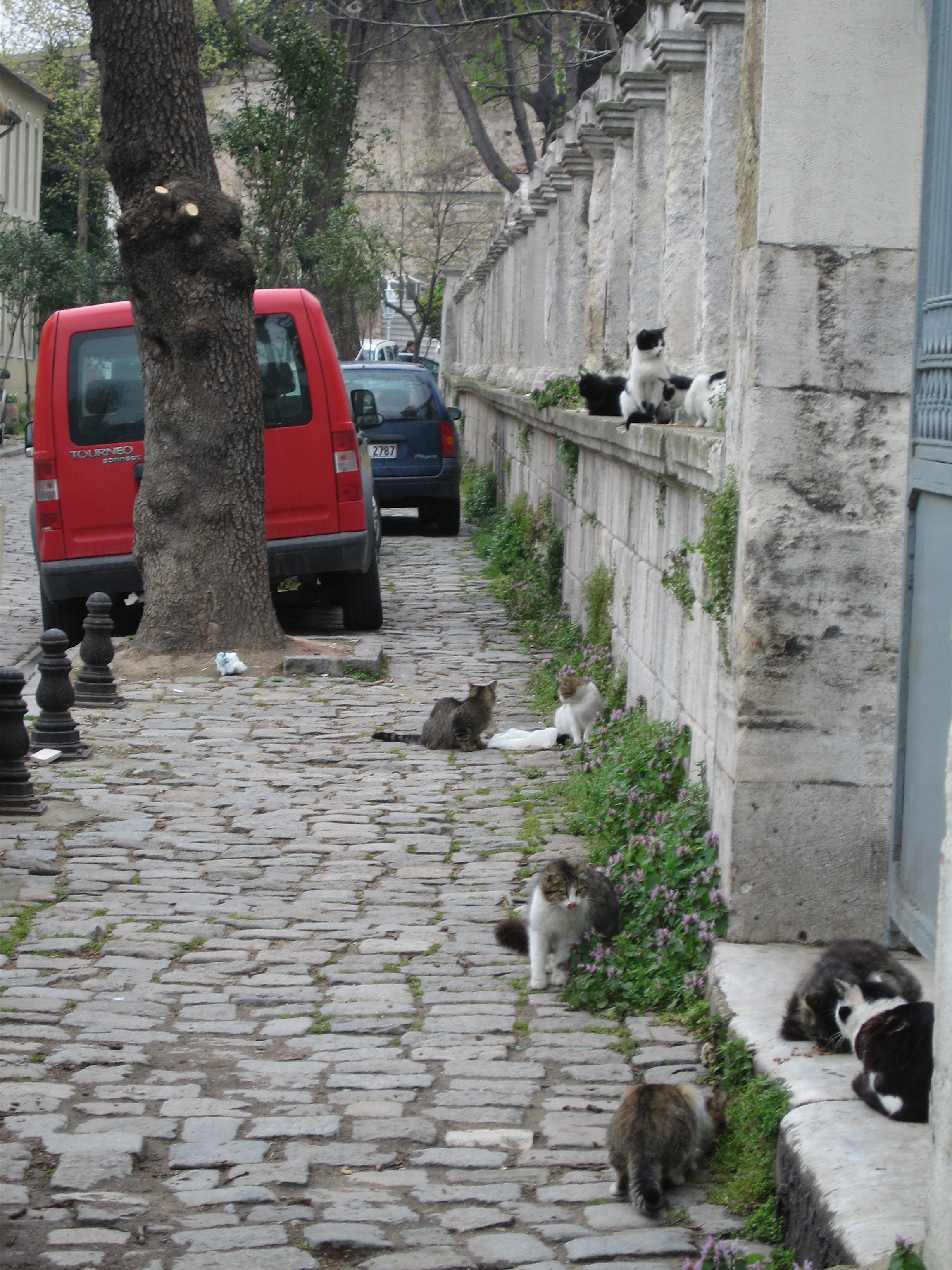
2006년 촬영된 이스탄불의 야생 고양이들

튀르키예 이스탄불에는 야생 고양이(튀르키예어: sokak kedisi→길고양이)의 개체수가 많으며, 추정치는 10만 마리에서 100만 마리가 넘는다. 많은 튀르키예인들은 야생 고양이를 전통적인 야생 고양이라기보다는 공동 소유 애완동물로 여기며, 튀르키예는 전면적인 살처분 및 포획 금지 정책을 시행하고 있다.